# Malcolm McLaren
Malcolm Robert Andrew McLaren (Londra, 22 gennaio 1946 – Bellinzona, 8 aprile 2010) è stato un produttore discografico e cantante britannico, manager dei New York Dolls nell'ultima parte di carriera del gruppo, e "creatore" della band punk Sex Pistols. Sebbene, come egli stesso dichiarò, non sia stato un musicista, gli album pubblicati a suo nome furono fra i primi del genere hip hop pubblicati in Gran Bretagna.

## Biografia
McLaren nacque il 22 gennaio 1946 a Londra da Pete McLaren, un ingegnere scozzese, e da Emmy Isaac, una casalinga inglese figlia di ebrei sefarditi portoghesi. Il padre abbandonò la famiglia quando Malcolm aveva due anni, ed il bambino venne allevato dalla nonna materna, Rose Corre Isaacs.
A causa di vari dissidi con il secondo marito della madre, tale Martin Levi, Malcolm McLaren se ne andò di casa quando ancora era adolescente. Dopo una serie di lavoretti (incluso uno come degustatore di vini), si iscrisse a svariate scuole d'arte nel corso degli anni sessanta, venendo espulso da molte di esse prima di lasciare definitivamente gli studi nel 1971. Fu durante questo periodo che egli iniziò a disegnare vestiti, un talento che avrebbe in seguito sfruttato quando divenne proprietario di una boutique.
Attratto dal movimento politico-artistico del Situazionismo, in particolare dalle tesi di King Mob, che promuoveva il compiere azioni assurde e provocatorie come mezzo per cambiare la società. Nel 1968 McLaren cercò senza successo di andare a Parigi per partecipare alle dimostrazioni studentesche del "maggio francese". In sostituzione, partecipò, insieme a Jamie Reid, all'occupazione studentesca del Croydon College. McLaren avrebbe in seguito adottato le tecniche e le idee del movimento situazionista per promuovere la carriera di vari gruppi musicali pop e rock.
Le sue intuizioni commerciali, più che un vero credo nelle idee dei punk, lo resero uno dei personaggi di maggior rilievo dell'intero movimento, creando assieme alla compagna Vivienne Westwood, l'abbigliamento dei Pistols che ispirò l'abbigliamento dell'intero movimento punk, soprattutto britannico. Abile manager, riuscì in poco tempo a far affermare nel mondo della musica la sua creatura.

### New York Dolls, Vivienne Westwood & SEX
All'inizio degli anni settanta cominciò la sua relazione con Vivienne Westwood, con la quale aprì al 430 di Kings Road un negozio di abiti inizialmente per Teddy Boys chiamato "Let It Rock" dal quale la stilista poi diede vita al suo stile, che si ipotizza sia stato ispirato dall'artista Richard Hell che aveva adottato il look in questione (magliette stracciate, spille da balia, ecc...) già in precedenza. Il negozio cambiò più volte nome, arrivando anche a chiamarsi "SEX" per un certo periodo, parola significativa per la scelta del nome della futura band dei Sex Pistols.
Nel 1972 McLaren si recò negli Stati Uniti a New York City per un viaggio d'affari, e lì fece la conoscenza del gruppo glam punk dei New York Dolls. Lo stesso anno rinominò il negozio "Too Fast To Live Too Young To Die" fornendo ai membri della band gli eccentrici abiti di scena. Nel 1975, McLaren, assunta ormai la qualifica di manager non ufficiale del gruppo, disegnò dei costumi di pelle rossa per i New York Dolls volendo cambiare la loro immagine di drag queen in quella di comunisti perversi, come mossa provocatrice per rilanciare la carriera della band. La trovata non ebbe però successo alcuno, e il gruppo si sciolse subito dopo. Nell'aprile 1975, McLaren ritornò in Gran Bretagna, ribattezzando questa volta la boutique con il nome "SEX", e mettendosi a vendere abiti punk e sadomaso. Nel dicembre 1976, "SEX" cambiò per l'ennesima volta nome in "Seditionaries". Nel 1980 il negozio fu infine riaperto come "World's End".

### Sex Pistols
Nel 1976, McLaren iniziò ad occuparsi del management di una band chiamata The Strand, che in seguito sarebbero diventati i Sex Pistols. Ben presto convinse gli altri membri del gruppo a far fuori dalla band il chitarrista e compositore Wally Nightingale per rimpiazzarlo con il bassista Glen Matlock (che lavorava come commesso da "SEX"). Il suo assistente, Bernie Rhodes (poi manager dei The Clash), gli fece notare il giovane John Lydon che bazzicava il negozio portando i capelli verdi e vestendo come uno straccione con una maglietta fatta in casa dove erano state aggiunte le parole "I hate" ("Io odio") sopra la scritta "Pink Floyd". Il suo aspetto impressionò McLaren e Lydon, ora ribattezzato "Johnny Rotten" ("Johnny Marcio" a causa dei molti denti guasti), venne introdotto nel giro per un provino come nuovo frontman del gruppo. Rotten si unì alla band ora rinominatasi "The Sex Pistols" (McLaren affermò di volere un nome che suonasse come qualcosa del tipo "sexy young assassins")
Nel maggio 1977, la band pubblicò il singolo God Save the Queen durante la settimana del Giubileo della Regina Elisabetta II. McLaren organizzò una crociera sul Tamigi nella quale i Sex Pistols avrebbero suonato la canzone passando davanti al Palazzo del Parlamento. La barca venne intercettata dalla polizia e McLaren arrestato, essendo comunque riuscito nel suo scopo di ottenere la massima visibilità e pubblicità possibili per il gruppo.
Nell'ottobre 1977 fu la volta del primo album dei Sex Pistols, Never Mind the Bollocks, Here's the Sex Pistols, dopo il quale la band partì per una tournée in America nel gennaio 1978 portandosi dietro tutto il clamore suscitato in patria dagli atteggiamenti provocatori dei Pistols. Durante questo periodo si ebbero le prime accuse a McLaren da parte di membri della band (principalmente John Lydon) che venne accusato di sminuirli come artisti e di rifiutarsi di pagar loro i giusti compensi. McLaren asserì di aver pianificato l'intera carriera dei Sex Pistols, e nel film La grande truffa del rock'n'roll  illustrò nel dettaglio il piano messo in atto. McLaren detenne i diritti sul marchio Sex Pistols fino a quando Lydon non lo citò in giudizio negli anni ottanta vincendo la causa ed ottenendo gli arretrati non pagati da McLaren. Nel film del 2000 Oscenità e furore, i membri sopravvissuti dei Sex Pistols raccontarono la loro versione dei fatti circa l'ascesa e caduta della band ridimensionando il ruolo avuto dal manager.

### Altri artisti
Alla fine del 1979, Adam Ant chiese a McLaren di far da manager agli Adam and the Ants, a seguito della pubblicazione del loro album di debutto. Poco tempo dopo tre membri della band lasciarono il gruppo per formare i Bow Wow Wow, sotto la guida di McLaren. Malcolm McLaren continuò ad occuparsi anche di Ant quando egli trovò nuovi membri per gli Adam and the Ants. Successivamente McLaren fece da manager anche al gruppo Jimmy The Hoover, formatosi nel 1982, che fece da band di supporto durante un tour dei Bow Wow Wow.

### Carriera musicale solista
Nel 1983, McLaren pubblicò Duck Rock, un album che, in collaborazione con il produttore e compositore Trevor Horn e con il The World's Famous Supreme Team (un duo di disc jockey Hip-Hop di New York, composto da "See Divine, The Mastermind" e "Just Allah, The Superstar"), mischia influenze di musica africana e dalle Americhe, incluso il nascente hip-hop. L'album si dimostrò altamente influente nel diffondere la musica hip-hop presso il grande pubblico in Gran Bretagna. Due dei singoli estratti dall'album (Buffalo Gals e Double Dutch diventarono successi da top 10 nella classifica britannica.
In seguito McLaren si spostò sulla musica elettronica e la lirica con il singolo del 1984 Madame Butterfly, variazione sull'aria dell'opera originale di Giacomo Puccini e contenuto nell'album Fans. Il singolo raggiunse la posizione numero 13 in Inghilterra e la numero 16 in Australia.
L'album di McLaren del 1989, Waltz Darling, era una miscela di funk/disco/elettronica. Waltz Darling incorporava elementi ripresi dai suoi dischi precedenti, brani parlati, arrangiamenti d'archi, con la partecipazione illustre di musicisti celebri come Bootsy Collins e Jeff Beck. Nel progetto viene coinvolta anche la modella e attrice Lisa Marie, che canta nel brano Something's Jumpin' in Your Shirt, pubblicato anche come singolo. Con questo progetto McLaren lancia anche il ballo del vogueing, solo in un secondo tempo ripreso da Madonna con maggior successo.
Nel 1994, incise il concept album Paris, coinvolgendo celebri artiste francesi come Catherine Deneuve e Françoise Hardy.
Nel 1998, McLaren pubblicò Buffalo Gals Back 2 Skool (Virgin Records), un album che vedeva la presenza di artisti hip hop come Rakim, KRS-One, De La Soul, e del produttore Henri Scars Struck, con l'intenzione di rivisitare tracce dal suo vecchio album Duck Rock. In aggiunta, lo stesso anno, egli creò il gruppo musicale chiamato Jungk. La band non ebbe però nessun riscontro commerciale. Nel periodo 1997/1998, McLaren pubblicò anche il singolo The Bell Song.
La sua canzone About Her, basata sul brano She's Not There dei The Zombies, è presente nel film Kill Bill: Volume 2 di Quentin Tarantino. Nel 2005 McLaren venne accusato di plagio in merito alla suddetta canzone per aver, secondo l'accusa, copiato il lavoro di un musicista francese senza la di lui autorizzazione. La causa si risolse però in un nulla di fatto nel novembre 2005, quando il tribunale di Angers, lo prosciolse da ogni accusa. Il brano utilizza un campionamento della canzone di Bessie Smith St. Louis Blues ripetendo diverse volte nella traccia la strofa: «My man's got a heart like a rock cast in the sea».

### Altre attività
Durante gli anni ottanta, McLaren cercò di raccogliere fondi per girare un film chiamato Fashion Beast, da un copione opera del fumettista Alan Moore, pubblicato poi come graphic novel nel 2012 con il titolo di Fashion Beast. McLaren portò il progetto a New York nel 1986, e prese contatti con il produttore Robert Boykin. La Avenue Pictures volle però che la sceneggiatura venisse completamente riscritta da Steve Means. A causa della prematura morte di Boykin nel 1988, il film non si girò mai, anche se McLaren rimase coinvolto in altri progetti cinematografici e televisivi, incluso The Ghosts of Oxford Street, prodotto per Channel 4 nel 1991. La storia musicale di Oxford Street venne diretta e narrata in prima persona da McLaren e contò sulla partecipazione di The Happy Mondays, Tom Jones, Rebel MC, Kirsty MacColl, John Altman e Sinéad O'Connor.
Nel 1985 McLaren approcciò i Red Hot Chili Peppers, all'epoca agli inizi di carriera, dimostrando interesse verso il loro management. Dopo aver ascoltato una loro breve esibizione dal vivo, McLaren rimase "chiaramente deluso" secondo le parole del cantante della band Anthony Kiedis. Allora propose loro di cambiare immagine presentandosi con un look da punk surfisti innamorati del rock and roll anni cinquanta, ma la band rifiutò l'idea.
Nel numero della rivista New Statesman pubblicato il 20 dicembre 1999, comparve un articolo intitolato My Vision for London che illustrava il "manifesto politico" di McLaren; ciò portò all'accrescersi delle voci che volevano l'ex manager dei Sex Pistols come prossimo candidato alla carica di sindaco di Londra. Nonostante le voci, McLaren non si candidò mai.
Nel 2006, McLaren presentò la serie di documentari Malcolm McLaren's Musical Map of London per la BBC Radio 2, seguita nel 2007 da Malcolm McLaren's Life and Times in L.A. Sempre nel 2007, McLaren prese parte a un reality show intitolato The Baron, girato nel piccolo villaggio di pescatori scozzesi di nome Gardenstown. Lo show avrebbe dovuto essere trasmesso nell'agosto 2007, ma venne posticipato all'aprile 2008 dopo l'improvvisa morte dell'attore Mike Reid che aveva fatto parte del cast (e aveva vinto il reality registrato in precedenza arrivando proprio in finale con McLaren). Nel corso del reality McLaren ebbe modo di scandalizzare ancora l'opinione pubblica britannica dichiarando in TV che "Gesù è una salsiccia", per poi essere aggredito fisicamente da un abitante del villaggio.

### Morte

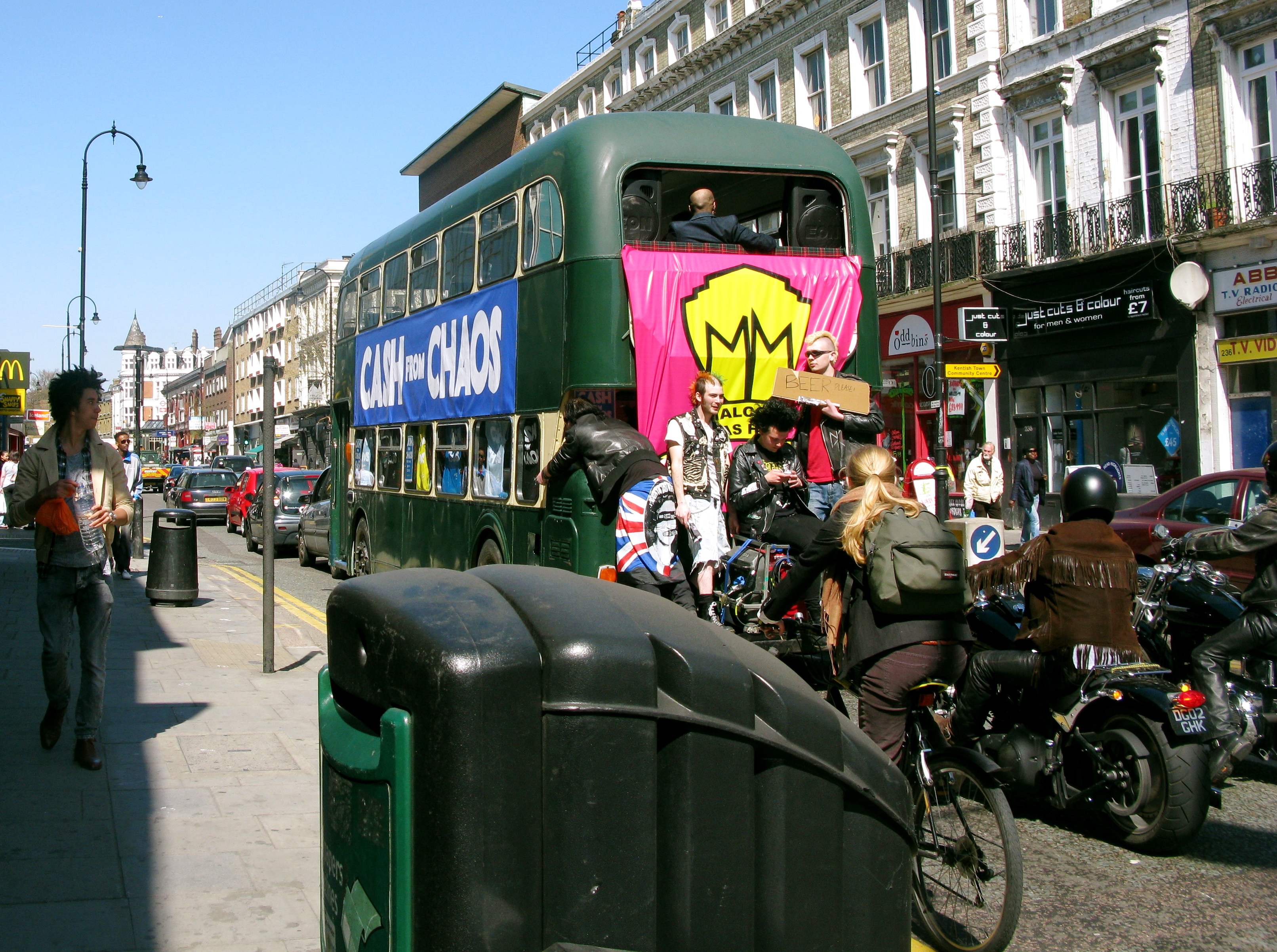
Il corteo funebre di McLaren

Morì a Canton Ticino l'8 aprile 2010, all'età di 64 anni, a causa di un mesotelioma. Le ultime parole di McLaren sarebbero state: «Leonard Peltier libero!» Il funerale si tenne il 22 aprile 2010 alla One Marylebone Church, di Londra e la salma venne tumulata lo stesso giorno nel cimitero di Highgate, North London.

## Stile musicale
Artista di difficile classificazione, Malcolm McLaren ha avviato una carriera solista pubblicando album che uniscono fra loro hip-hop, dance e riferimenti alla musica colta, come confermano ad esempio i riferimenti al valzer di Fans (1984) e quelli alla musica da camera di Waltz Darling (1989). Sue sono anche le incursioni nel folk di Duck Rock (1983), considerata una pietra miliare dell'hip-hop e nel jazz di Paris (1994), considerata da alcuni la sua prima vera opera solista. I suoi brani, spesso accompagnati da momenti recitati e spoken word, si caratterizzano per l'ironia di fondo. In un'intervista, il cantante ha dichiarato di essersi ispirato a Andy Warhol.

## Discografia

### Album in studio
- 1983 – Duck Rock (come Malcolm McLaren & The World's Famous Supreme Team)
- 1984 – Fans
- 1985 – Swamp Thing
- 1989 – Waltz Darling (come Malcolm McLaren & The Bootzilla Orchestra)
- 1990 – Round the Outside, Round the Outside (Malcolm McLaren presents the World's Famous Supreme Team Show)
- 1994 – Paris
- 2005 – Tranquilize
- 2009 – Shallow